# 사브르 (펜싱)

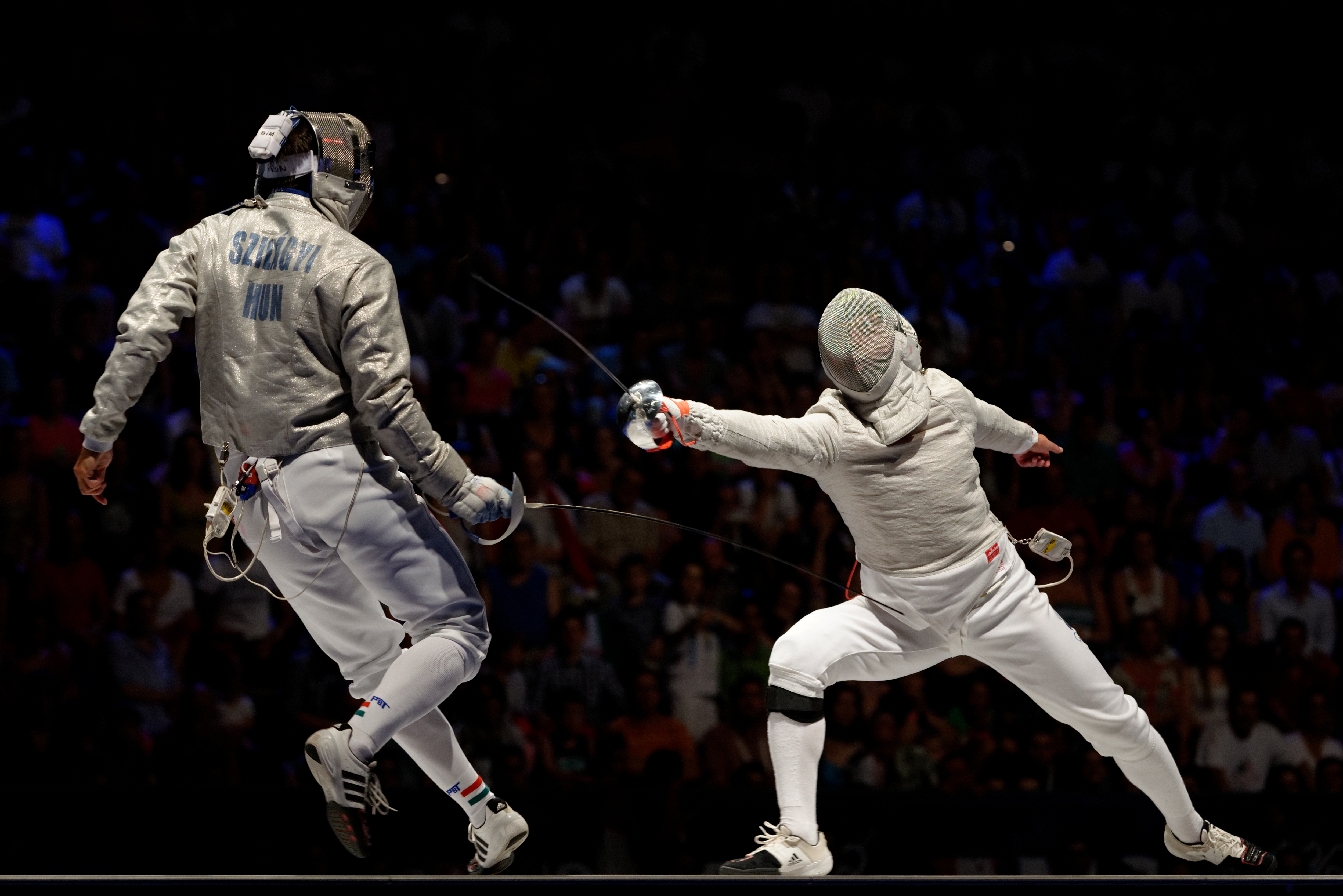
2013년 8월 10일, 세계 펜싱 선수권 남성 사브르 준결승전,

사브르(Sabre)는 현대 펜싱에 사용되는 세가지 무기들 중 하나이며, 미국식 영어로는 세이버(saber)라는 단어를 사용하기도 한다. 또는 그 경기에 사용되는 칼을 의미하기도 한다. 상체부위와 얼굴, 팔 부분을 공격해야 득점이 되는 종목이다. 사브르는 찌르기 외에 휘두르기(베기)도 허용이 되는 종목이다. 사브르는 다른 두 현대 펜싱 무기들인 플뢰레나 에페랑 사용법이 다른데, 사브르에서는 검날로도 투셰(toucher: 득점)가 인정된다. 그에 따라서, 사브르 펜서들의 움직임과 공격은 매우 빠르게 이루어진다. 나머지 두 펜싱 무기들로는, 칼끝으로 찌르는 것만 투셰로 인정된다.
플뢰레의 경우처럼, 사브르도 양쪽 램프가 점등될 때 프리오리테 (Priorité: 공격 우선권) 규칙에 따라 한쪽의 공격만 투셰로 인정된다.
남자 사브르 펜서를 가리키는 단어는 사브뢰르 (sabreur)이며, 여자 사브르 펜서를 가리키는 단어는 사브뢰즈 (sabreuse)이다.
사브르는 가장 늦게 전자장비를 도입한 펜싱 종목이다. 1988년에 처음 도입되었는데, 이는 플뢰레에 전자장비를 도입한지 31년, 에페에 전자장비를 도입한지 52년 되는 해였다. 2004년 아테네 올림픽 직후, 투셰 방식의 트렌드가 갑작스럽게 변화하면서 투셰의 타이밍과 기록이 이전보다 짧아졌다.

## 무기
사각형 모양의 단면을 가진 플뢰레와는 다르게, 사브르 검의 단면이 Y-자 모양이거나 V-모양이나, 에페와 다르게 잘 휘어진다. 성인용 (5호) 검은 길이가 88cm (35인치)이다. 검 끄트머리는 안쪽으로 휘어져 있으며, 이 부분을 버튼이라고 부른다. 손잡이 부분은 D를 반대로 뒤집은 형태 (바깥쪽으로 반원) 형태를 이루고 있으며, 펜서들의 손을 보호한다. 전자 사브르는 손잡이 아레 본체와 연결하는 전선소켓이 있다. 검 끝부분에는 포멜을 달아 펜서가 검을 꽉 쥘수 있도록 되어있다. 일반적으로 사브르 손잡이는 막대형이며, 다른 손잡이는 국제대회에서 사용이 불가능하다. 검의 전체길이는 105cm (41인치)이며, 최고 질량은 500g이나, 대부분 대회에서 사용되는 검들은 400g정도밖에 되지 않는다. 전체적으로 플뢰레나 에페보다 짧고, 에페보다 가벼워, 빠르고 날카로운 동작이 가능하도록 하였다. 다수 펜서들은 사브르 검을 성냥개비에 비유하는데, 검이 부러지기 쉬우나, 유지비가 낮은 편이기 때문이다.
다른 두 종류의 검과는 다르게, 전자식 사브르와 비전자식 (건식 / 습식) 사브르 사이에는 별다른 차이가 없다. 칼날은 칼끝까지 연결할 검 전선과 압력에 민감한 칼끝이 필요하지 않으므로, 비전자식과 전자식 모두 구조가 동일하다. 전자 사브르는 소켓이 달려 있는데, 이 소켓 모양은 일반적으로 플뢰레의 소켓과 비슷한 2개의 소켓으로 된 바요넷식으로 되어 있다. 초기의 전자 사브르는 집적형 소켓으로 되어 있었다. 집적형 소켓은 가속도계를 활용하여 치는 공격을 감지하기 위하여 사용되었다. 치는 공격이 감지되었을 때 전자 장비는 이후의 동작을 감지하지 못하도록 점수 회로를 닫아 유연한 검으로 인한 진동을 무시하여야 했다. 이 장비는 본 의도대로 작동되지 않았고, 금세 사용이 중지되었으며, 국제 펜싱 연맹 (Fédération Internationale d'Escrime, FIE)에서 덜 구부러지는 S2000식 사브르 칼날 사용을 의무화하면서 칼날의 진동 효과는 완화되었다. 전자 사브르는 포멜과 컵가드가 절연식으로 되어 있어 사브르와 라메 사이의 전류로 인한 기기 오작동을 방지한다. 만약, 포멜이 절연체가 아닌 경우 사브르가 포멜을 라메로 인식하게 되고, 기기가 유효타로 인식할 수 있다.

## 유효면

사브르 펜서. 오렌지색으로 칠해진 부분 (허리 윗쪽에 팔과 머리를 포함한 부분, 양손 제외) 이 투셰가 유요한 부분이다.

사브르의 유효면은 허리 이상의 몸통, 머리, 양손을 제외한 팔이다. 전자 사브르 펜싱을 할 경우 사브르 소매인 만셰트 (manchette) 가 붙은 라메 (lamé)를 사용하고, 전기 전도성이 있는 마스크를 사용하여 유효타를 이루었을 때 하나의 회로를 구성하도록 설계되어 있다.
투셰는 찌르기 외에도 칼날로 베기도 인정되므로, 칼끝에 압력에 민감한 버튼을 따로 필요로 하지 않는다. 전자 펜싱의 경우 (건식 / 습식 펜싱과 대조되게) 전류는 사브르 칼날을 지난다. 칼날이 라메, 전자 마스크, 혹은 만셰트와 접촉하는 경우, 전류는 몸통 코드로 흐르게 되고 점수 장비가 투셰를 감지한다.

## 득점
사브르는 2색의 등 (적색등, 녹색등, 주 득점등으로 불림) 을 득점 장비 (흔히 박스라고도 불림) 에 사용한다. 유효타를 성공하는 경우 적색 혹은 녹색이 점등되는데, 좌측 펜서가 득점하면 적색등이 들어오고, 우측 펜서가 득점하면 녹색등이 들어온다. 사브르에서는 다음과 같은 상황이 벌어진다. 둘 중 한쪽 등만 점등되거나, 파 레 두슈 (par les deux, 동시타) 로 양쪽 등이 점등되거나, 주심이 알트 (Halte, 정지) 명령을 양쪽 모두 점등되기 전에 내리는 상황이 벌어진다.

### 락아웃
락아웃은 파 레 두슈로 양 선수가 동시에 공격했는데도 불구하고 한쪽 득점등만 점등되는 것이다. 이는 득점 장비가 먼저 공격한 펜서를 기준으로 시간을 측정하여 나중에 공격한 펜서의 공격 시간을 측정하는데, 이 시간이 일정 시간을 지나는 경우 나중에 공격한 펜서의 공격은 인식되지 않는다.
본래 사브르에서의 락아웃에 걸리는 시간은 300에서 350 밀리초 (득점 기기에 따라 약간씩 다르다.)이다. 2005년, 국제 펜싱 연맹 (Fédération Internationale d'Escrime, FIE) 에서는 투표를 51-33으로 락아웃까지 걸리는 시간을 줄이기로 결정하였다. 그리고 다음 투표에서 50-32로 약 120밀리초 정도의 락아웃까지 걸리는 시간을 단축시키기로 결정되었다.
락아웃까지 걸리는 시간을 변경한 것은, 체스의 말에 다른 기능을 부여한 것처럼 사브르 펜싱의 방식을 바꾸게 되는 요인이 되었다. 사브르 그 본연의 규정은 그대로 남아 있지만, 공격이나 수비의 전술을 다시 고안하여야 했기 때문이다.
락아웃 시간의 변경은 몇몇의 펜서들이 긴 락아웃 시간에 익숙함에 따라 대체적으로 찬성하는 입장과 동시에 논란이 따랐다. 이로써 당시 기술을 재빠른 파라드 리포스트 (parade-ripost, 공격태세의 펜서가 공격을 시작하는 와중에 수비태세의 펜서가 공격으로 반격을 하는 것) 이나 리미즈 (공격자의 첫 번째 공격을 마치고 재빠르게 감행되는 연속공격) 에 취약해지도록 만들었다. 흔히 짧은 락아웃 시간은 기술적으로 떨어지는 공격과 무조건 공격을 중시하고 스포츠 본질을 떨어뜨린다는 비난도 있었다.
리미즈나 파라드 리포스트는 프리오리테를 가진 펜서의 공격에 실점할 수 있으므로, 그리 흔하지 않은 득점방식이었다. 그러나, 프리오리테를 가진 공격자가 락아웃 이후에 성공할 수 있어, 파라드 리포스트나 프리오리테로도 득점이 어느정도 나왔다.
락아웃 시간의 단축은 공격에서 효율과 준비를 더 중요시하게 하였고, 이 뜻은 준비하는 양쪽 펜서가 사거리를 확보했을 때 이미 공격을 시작해야 한다는 뜻이다.
파라드 리포스트의 기술도 발전하였다. 락아웃 시간 단축 이전에 중요시되던 단순한 치기는 수비 펜서가 공격 펜서의 리미즈 (remise, 공격이 끝난 후에도칼날을 계속 앞으로 뻗는 것)를 빠른 후퇴로 회피하거나, 팔을 뻗어 공격 펜서의 공격이 반쯤 진행되었을 때 칼을 치고 공격하게 하였다.
보이지 않게 짧은 시간에 행해지는 동작을 확인하기 위해 락아웃 시간이 짧아진 것은, 경기 분위기를 긴장되게 하고 기존의 기술들을 더 발전시켜 작고, 깔끔한 움직임을 통해 사브르를 훨씬 빠르고 정교하게 발전시켰다고도 평가된다.

### 프리오리테
양쪽 등이 점등된 경우, 주심은 어느쪽 펜서가 먼저 공격하였는지 판단하여 득점을 부여하는 권한이 있다. 득점의 결정은 프리오리테 규칙을 따른다. 플뢰레와 마찬가지로, 프리오리테는 다양한 방식으로 가져갈 수 있으며, 크게 능동적, 수동적, 수비적 프리오리테로 분류할 수 있다:
- 능동적 프리오리테:
  - 상대를 공격할 때 (펜싱에서 "공격"은 다음과 같이 해석된다: 팔을 쭉 뻗어 상대의 표적을 지속적으로 노리는 것, 런지 (lunge) 혹은 플레슈 (flèche, 현재 플레슈는 앞에 위치한 발이 뒤에 위치한 발 뒤로 가는 동작이기 때문에 사브르에서는 사용이 불가능하다.)를 시도하는 것이다. 사브르는 칼끝 뿐만 아니라 칼날로도 위협할 수 있으며, 공격은 앞발이 피스트 위에 안착하면서 끝나는 것으로 판정된다.) 혹은 앞발이 피스트 위에 안착해도 리미즈로 공격. 이때에는 상대가 동시에 공격을 해도 프리오리테를 가져갈 수 있다.
  - 상대 칼을 치고 즉시 공격을 시도하는 것

- 수동적 프리오리테:
  - 포앵 앙 린느 (point-en-ligne, 칼을 쭉 뻗는 자세)를 상대가 공격하기 전에 시도하는 것. 이 공격은 반드시 유효타로 가져가야 득점이 된다. 상대의 데브로망 (débroment) 에도 유효하나, 린느를 하면 끝까지 칼끝이 유효면을 향하여야 하고, 데브로망으로도 칼끝이 유효면을 향하면 프리오리테를 유지한다.
  - 포앵 앙 린느를 한 상대를 상대로 공격을 시도할 때, 공격자는 포앵 앙 린느를 해제시켜야 한다. (예를 들어 칼을 치는 것) 검을 단순히 치는 것으로는 부족하고, 칼을 쳐 상대 칼끝이 유효면을 벗어나도록 하여야 한다.
  - 칼을 치는 행위가 행해지고 데로브망 (dérobement) 이 실패하면, 상대가 프리오리테를 유지한다.

- 수비적 프리오리테:
  - 상대 공격을 막거나 상대 공격이 실패하자 바로 맞받아 치는 경우. 상대 공격은 막히거나 (예, 파라드-리포스트 (parade-riposte)의 실행) 빗나가는 경우 (경기 용어로 아따크 노 (Attaque no)이다.) 인 경우 실패로 간주된다.

여기서 양쪽의 펜서들이 동시공격 상황에서 어느쪽도 프리오리테 규칙을 만족하지 못하는 경우 (흔히, 양쪽이 동시에 공격을 시도하여 주심이 판단이 불가능한 경우) 아따크 시물타네 (Attaque simultanées, 동시 공격)으로 판단하며, 득점이 인정되지 않는다.
프리오리테 규칙은 펜서들이 날카로운 검을 사용하므로, 상대 선수에게 공격당하지 않고 공격하도록 부추긴다. 이후에 프리오리테 규칙은 사브르 전술과 기술을 상대적으로 이해하기 쉽도록 개정되었다.

### 주심
주심은 안전 문제, 펜서들의 부상, 규칙 위반에 따라 알트 (halte) 명령을 내릴 수 있다. 주심이 알트를 선언하면 모든 동작을 멈추어야 한다. 규칙을 위반 시, 주심은 선수에게 페널티 카드를 부여할 수 있다. 경고는 점수에 영향을 주지 않는다. 그러나 카드의 경우에는 다음과 같은 페널티를 부여한다:
- 옐로우 카드: 주로 공격자의 투셰가 취소된다.
- 레드 카드: 주로 공격자의 투셰가 취소되며, 상대 선수에게 1투셰를 준다.
- 블랙 카드: 공격자가 토너먼트에서 퇴장 조치를 받게 된다. 또한 팀 (하나라도 소속된 경우) 도 나중의 토너먼트에 출전할 수 없다.

## 기술
사브르에서는 수비보다는 공격이 훨씬 용이하며 (예를 들어 타이밍에 따른 리미즈) 국제 경기는 매우 빠르고 간결하게 진행되지만, 때에 따라, 상위권 사브르 선수들은 다양한 전술과 기술들을 보여준다. 상대적으로 빠른 템포의 사브르 펜싱에서, 사브르 규정은 뒷다리가 앞다리 앞으로 나가는 것을 금지시키며, 이를 어길 경우 페널티 카드를 받는다. 그에 따라 플레셰는 사브르에서 볼 수 없고, 대신 사브르 펜서들은 플런지 (flunge)를 한다. 플런지는 플레셰와 공격 패턴이 비슷하나, 펜서가 피스트 위에서 뛰어 올라 전진하며 땅위에 발이 안착하거나, 양발이 교차하기 전에 투셰를 시도하는 동작이다. 비슷하게 달리며 공격하는 것이나 플레셰 실패 후의 리미즈도 사브르에서는 불가능하다.
사브르는 수비에서 단순 막기 기술은 다음과 같다:
- 태어스 (Tierce), 바깥쪽 상단
- 콰르트 (Quarte), 안쪽 상단
- 퀭트 (Quinte), 머리

2차적 막기 기술은 다음과 같다:
- 프리므 (Prime), 쓸어 내리는 방법으로 안쪽을 방어한다. 콰르트를 대신하여 일반적으로 쓰이며 퀭트에서 팔을 움직여 사용한다.
- 스콩드 (Seconde), 바깥쪽 하부를 막을 때 쓰이며 태어스를 대신하여 "포앵-앙-린느" 상태에서 팔을 움직여 사용한다.
- 색스트 (Sixte),  칼을 바깥쪽으로 올린뒤 손등이 위를 향하도록 한다. 이는 측면과 원형으로 막기를 시도할 수 있다. 이 동작은 플뢰레나 에페의 9번 막기 동작이 높은 색스트 동작인가의 이의가 있는 것처럼, 이 동작도 태어스의 변형 동작인지에 대한 이의가 있다.

사브르의 본연 경기 방식으로 인해 정적인 막기 (플뢰레와 에페에서 쳐내는 것과 달리 사브르에서는 들어오는 공격을 막는다.) 페인트 어택을 당하는 것을 방지하기 위해 나중에 시도해야 하며, 막기를 실패하면 (주로 칼날 방향을 팔목이나 팔을 돌려져서 행해지는 막기) 빠르게 들어오는 공격을 막기 위해 동작을 변경할 수 없게 된다.
펜싱은 각 종목마다 템포가 다르며, 에페와 플뢰레는 갑작스러운 빠른 동작을 제외하면 느리게 진행된다. 이에 반해, 사브르는 항상 빠르다.